# Eulaema nigrita
Eulaema nigrita är en biart som beskrevs av Amédée Louis Michel Lepeletier 1841. Eulaema nigrita ingår i släktet Eulaema, tribus orkidébin, och familjen långtungebin. Inga underarter finns listade.

## Bildgalleri

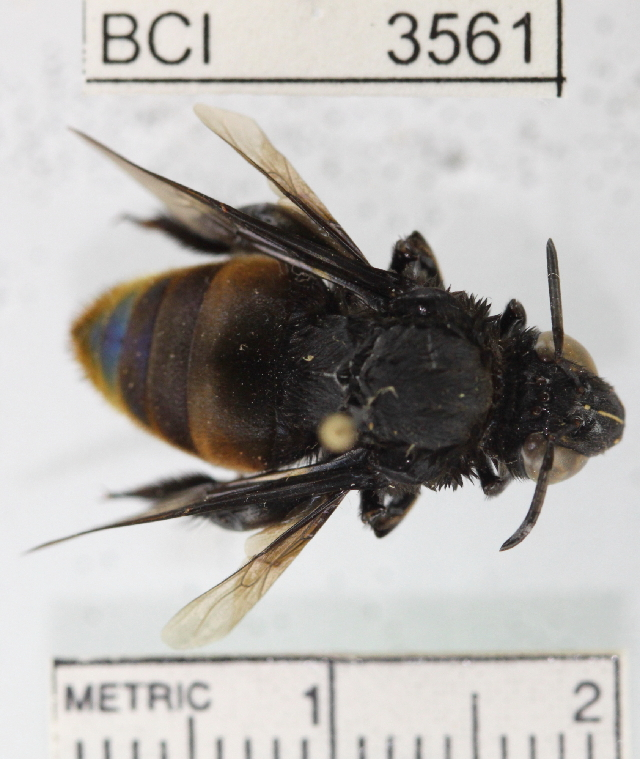